# Jorge Ortiz
Jorge Alberto Ortiz (Castelar, 20 de junho de 1984) é um futebolista argentino, que atua como volante.

## Carreira

### San Lorenzo
Ortiz fez sua carreira profissional no San Lorenzo em 2004. 

### Arsenal Sarandi
Ele foi emprestado para o Arsenal de Sarandí para a temporada 2006-2007, ele desempenhou nenhuma parte em San Lorenzo Clausura da campanha vencedora. Ele retornou ao San Lorenzo para o início do Apertura 2007

### Lanús
Ortiz integrou o Club Atlético Lanús‎ na campanha vitoriosa da Copa Sul-Americana de 2013.

## Títulos
Lanús
- Copa Sul-Americana: 2013